# Co-enzym
Een co-enzym is een relatief klein organisch molecuul dat nodig is voor een enzym om zijn functie te vervullen. Co-enzymen zijn een bepaalde soort cofactoren. Een co-enzym onderscheidt zich van een activator doordat het een organische en geen anorganische verbinding is.
Veel vitaminen zijn een precursor van een co-enzym. Zonder dit co-enzym kan de enzymatische reactie niet plaatsvinden. Het co-enzym fungeert in een cel vaak als een soort van aan/uit-schakelaar. Door de concentratie van het co-enzym te variëren wordt de chemische reactie, die het enzym faciliteert, vertraagd of versneld.

## Co-enzymen
| Naam              | Co-enzymbenaming | Derivaat van | Werkingstype                                                |
| ----------------- | ---------------- | ------------ | ----------------------------------------------------------- |
| ATP               | –                | –            | Levert door afsplitsing van fosfaat de activeringsenergie   |
| ATP               | –                | –            | Draagt fosfaat over naar het substraat (fosfaatdonor)       |
| ADP               | –                | –            | Haalt fosfaat van het substraat af (fosfaatacceptor)        |
| NAD+              | Co-enzym I       | Vitamine B3  | Elektronen- en protonenacceptor, oxidatiemiddel             |
| NADP+             | Co-enzym II      | –            | Elektronen- en protonenacceptor, oxidatiemiddel             |
| FAD               | –                | Vitamine B2  | Elektronen- en protonenacceptor, oxidatiemiddel             |
| NADH              | Co-enzym I       | -            | Elektronen- en protonendonor, reductiemiddel                |
| NADPH             | Co-enzym II      | –            | Elektronen- en protonendonor, reductiemiddel                |
| FADH2             | –                | –            | Elektronen- en protonendonor, reductiemiddel                |
| Ascorbinezuur     | –                | Vitamine C   | reductiemiddel                                              |
| Acetyl-CoA        | Co-enzyme A      | -            | Transport acetylgroep tussen verschillende groepen reacties |
| Cobalamine        | Co-enzym B12     | Vitamine B12 |                                                             |
| Tetrahydrofolzuur | Co-enzym F       | Vitamine B9  | Methylgroependonor                                          |
| Pyridoxaalfosfaat | -                | Vitamine B6  |                                                             |
| Ubichinon-10      | Co-enzym Q10     | –            |                                                             |